# James P. Coleman

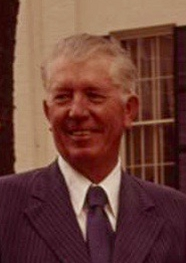
James P. Coleman

James Plemon Coleman  (* 9. Januar 1914 in Ackerman, Choctaw County, Mississippi; † 29. September 1991 ebenda) war ein US-amerikanischer Jurist und Politiker und von 1956 bis 1960 Gouverneur des Bundesstaates Mississippi.

## Frühe Jahre und politischer Aufstieg
James Coleman besuchte die University of Mississippi und studierte anschließend bis 1939 an der George Washington University Jura. Coleman arbeitete auch im Stab von Aaron L. Ford, der zwischen 1935 und 1942 den Staat Mississippi im US-Repräsentantenhaus vertrat. Zwischen 1940 und 1946 war Coleman Bezirksstaatsanwalt im 5. juristischen Bezirk und von 1946 bis 1950 war er dort Richter. Dazwischen amtierte er im Jahr 1950 für kurze Zeit als Richter am Obersten Gerichtshof seines Staates. Von 1950 bis 1956 war Coleman Attorney General des Staates Mississippi. Als Mitglied der Demokratischen Partei besuchte er in den Jahren 1940 und 1956 deren Democratic National Conventions. Im November 1955 wurde Coleman ohne einen Gegenkandidaten zum neuen Gouverneur seines Staates gewählt, nachdem er sich in der Stichwahl der Primary seiner Partei gegen Paul B. Johnson durchgesetzt hatte.

## Gouverneur und Bundesrichter
Coleman trat seine vierjährige Amtszeit am 17. Januar 1956 an. Der Gouverneur weigerte sich, die Schulen für alle Rassen zusammenzulegen. Stattdessen beließ er es gegen den Willen der Bundesregierung bei dem alten Status der Rassentrennung. Damit verstieß er bewusst gegen geltendes Bundesrecht (siehe auch Gerichtsentscheidung Brown vs. Board of Education). Dafür setzte er sich für eine neue Staatsverfassung und die industrielle Weiterentwicklung des Staates ein. Die Wasserstraßen und Häfen Mississippis wurden ausgebaut.
Nach dem Ende seiner Gouverneurszeit blieb Coleman politisch aktiv. Zwischen 1960 und 1965 war er Abgeordneter im Repräsentantenhaus von Mississippi. Im Jahr 1963 kandidierte er noch einmal erfolglos für das Amt des Gouverneurs. Danach fungierte er von 1965 bis 1984 als Richter am Bundesberufungsgericht für den fünften Gerichtskreis. Ex-Gouverneur Coleman starb im September 1991. Mit seiner Frau Margaret Janet Dennis hatte er ein Kind.
Der J.P. Coleman State Park in der Nähe von Iuka, Mississippi ist nach ihm benannt.